# استان اونگوجای جنوبی

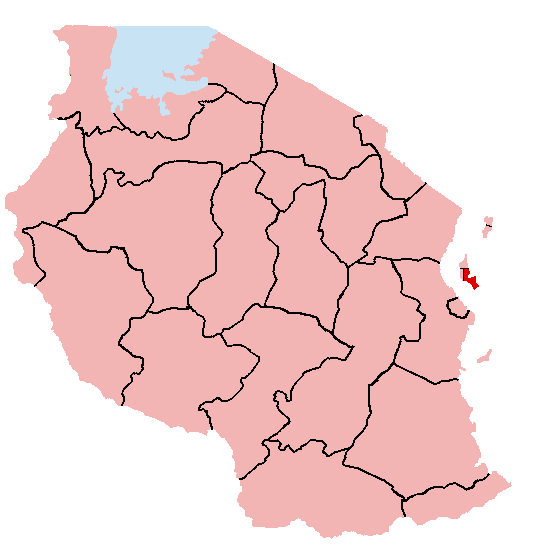
موقعیت استان زنگبار مرکزی جنوبی در نقشه تانزانیا

زنگبارمرکزی-جنوبی یکی از استانهای کشور تانزانیا می‌باشد که در جزیره زنگبار قرار گرفته است. شهر مرکزی این استان کوانی نام دارد.

## شهرستانها
این استان به لحاظ اداری و مدیریتی به ۲ شهرستان تقسیم شده‌است. شهرستانهای:
- شهرستان زنگبار مرکزی
- شهرستان زنگبار جنوبی